# Boulevard Mohammed-V (Tanger)
 (décembre 2024).
Si vous disposez d'ouvrages ou d'articles de référence ou si vous connaissez des sites web de qualité traitant du thème abordé ici, merci de compléter l'article en donnant les références utiles à sa vérifiabilité et en les liant à la section « Notes et références ».
Pour les articles homonymes, voir Boulevard Mohammed-V.
Le boulevard Mohammed-V fait partie des axes principaux de Tanger. Il court d'Ouest en Est  parallèlement à l'avenue Mohammed VI, du boulevard Pasteur à l'avenue d'Espagne.

## Intersections d'ouest en est
- Rue Moussa Bnou Noussair
- Rue Zerktouni
- Av. Allal Ben Abdellah
- Av. de la résistance
- Rue Washington
- Rue Youssoufia
- Place des Nations (rue Abi Dardae, av. Marconi et rue de Lyon)
- Av Youssef Ben Tackchfine
- Rond-point Nejma.